# カリフォルニア州の自然保護地域

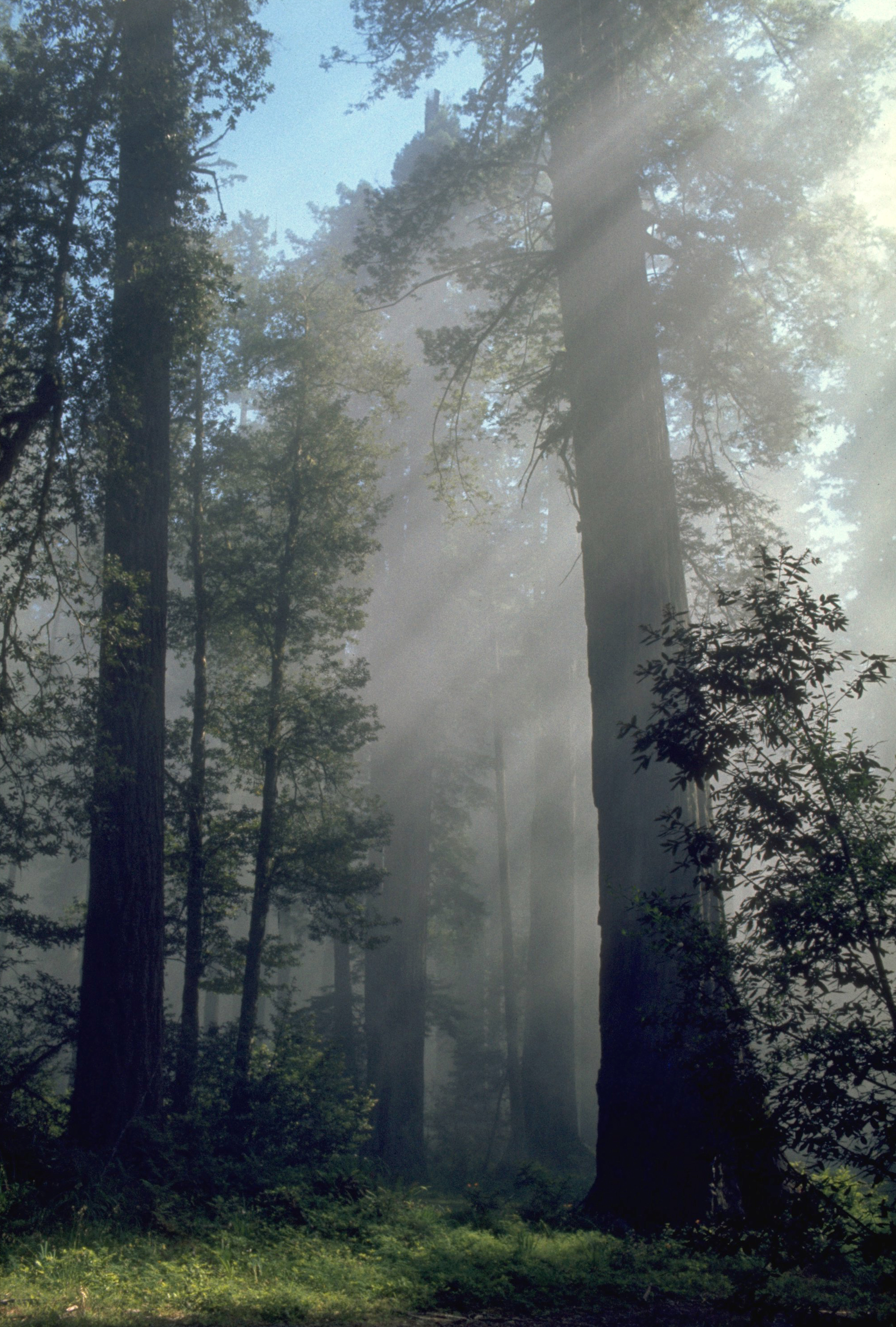
レッドウッド国立公園のレッドウッドの樹木群

本項はカリフォルニア州の自然保護地域について記す。アメリカ合衆国カリフォルニア州には14,000か所以上の保護地域がデータベース化されており、公共機関あるいは非営利団体によって管理されている。その他に民間で保存している地域や地役権の設置されている所などがある。その中には州内の景観の良い海岸線のほぼ3分の1が含まれ、海岸湿地、三角江、海浜、砂丘などがある。カリフォルニア州立公園システムだけでも、270か所、面積130万エーカー (5,300 km²) をカバーし、海岸線は280マイル (450 km)、湖と川の岸総延長625マイル (1,006 km)、18,000か所近いキャンプ場、およびハイキング、自転車乗り、乗馬のための道が3,000マイル (5,000 km) ある。
カリフォルニア州などにおける保護地域の総面積を正確に求めることは複雑な業務である。多くの保護地域の中には私有地があり、面積を求めるときに含められたり含められなかったりしている。また1つの区画が2つ以上の保護地域に含まれている場合もある。例えばヨセミテ国立公園の場合、その90％以上は国立原生地保護システムによって原生地域に、またアメリカ合衆国国立公園局によって国立公園の土地に挙げられている。コシューミー川保護区は極端な例であり、幾つかの公共機関と私有者によって所有管理されている。その公共機関には内務省土地管理局、サクラメント郡、および私有者にはネイチャー・コンサーバンシーが含まれている。この難しさはあるが、カリフォルニア州保護地域データベースではその総称を4,900万エーカー (196,000 km²) としており、これは州内の土地の46.7％にあたり、アメリカ合衆国で最も人口が多い州としては注目すべき数字である。

## 国立公園システム
アメリカ合衆国国立公園局はカリフォルニア州の大きく多様な公園、保護区、レクリエーション地域などを管理しており、その総面積は624万エーカー (25,000 km²) を超えている。その中で最も良く知られているのがヨセミテ国立公園であり、ヨセミテ滝、エル・キャピタン、ハーフドームなど象徴的な自然の景観がある。ハーフドームの景観はカリフォルニア州クォーターコインの裏面にも採用されている。その他の著名な公園として、キングスキャニオン国立公園とセコイア国立公園の複合体、レッドウッド国立公園、チャンネル諸島国立公園、ジョシュア・ツリー国立公園および最大の公園であるデスヴァレー国立公園がある。国立公園局はインヨー郡にあるマンザナー国定歴史史跡も管理している。
| - チャンネル諸島国立公園 - デスヴァレー国立公園 - ジョシュア・ツリー国立公園 - キングスキャニオン国立公園 - ラッセン火山国立公園 - レッドウッド国立公園 - セコイア国立公園 - ヨセミテ国立公園 |
| アメリカ合衆国国立公園局管轄 - カブリロ国立保護区 - デビルズ・ポストパイル国立保護区 - ラバベッズ国立保護区 - ミュアウッズ国立保護区 - ピナクルズ国立保護区                                   |
| - サンタモニカ山脈国立レクリエーション地域 - ウィスキータウン国立レクリエーション地域 - ゴールデンゲート国立レクリエーション地域                                                              |
| - ポイントレイズ国立海岸 |
| - モハーヴェ国立保存地域 |

## 国立景観保存システム
土地管理局の国立景観保存システムではカリフォルニア州内に850か所の連邦政府が認めた地域があり、1.520万エーカー (60,000 km²) の公有地を管理している。これはカリフォルニア州の土地の15％近くに相当している。国立景観保存システムは国立保護区（国立公園局の国立保護区とは別物）、国立保存地域、保存森林、卓越自然地域、国立景観歴史道路、原生地、原生研究地域などから構成されている。
| 土地管理局管轄 - カリフォルニア海岸国立保護区 - カリゾプレイン国立保護区 - サンタローザ山脈およびサンジャシント山脈国立保護区                     |  | - カリフォルニア砂漠国立保存地域 - キング山脈国立保存地域                       |  |
| - ヘッドウォーターズ森林 |  | - ピードラス・ブランカス歴史的灯台                                              |  |
| - カリフォルニア国立歴史道路 - フアン・バウティスタ・デ・アンサ国立歴史道路 - オールドスパニッシュ国立歴史道路 - パシフィック・クレスト・トレイル |  | 土地管理局管轄の原生地、原生研究地域は総計3,725,230エーカー (14,900 km²) ある。 |  |

## 国立海洋保護区

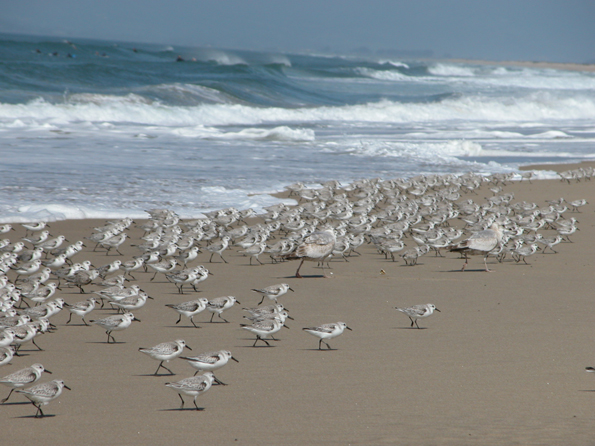
国立海洋保護区のミユビシギ

国立海洋保護区システムはアメリカ海洋大気庁の海洋保護区事務所が管轄している。カリフォルニア州にはアメリカ合衆国に13か所ある国立海洋保護区のうち4か所がある。
- チャンネル諸島国立海洋保護区
- コーデルバンク国立海洋保護区
- ファラロンズ湾国立海洋保護区
- モントレー湾国立海洋保護区- 面積5,300平方マイル (13,700 km²) と世界でも最大規模のもの[5]

## 国立野生生物保護区
国立野生生物保護区は米国野生生物部が管理する指定保護地域である。国立野生生物保護区システムはアメリカにおける魚、野生動物および植物を保存するために取って置かれている公有地と水域の広範なシステムである。州内の野生生物保護区の多くは太平洋フライウェイに沿って数多い渡り鳥が立ち寄る重要な地点になっている。ビュートシンク野生生物管理地域は世界でも最大級に水鳥がいる場所になっている。カリフォルニア州の野生生物保護区は、野生生物保護区と野生生物管理地域を含め38か所あり、これを9つの地区に分けられている。総面積は約44万エーカー (1,760 km²) ある。
| - ビタークリーク国立野生生物保護区 - ブルーリッジ国立野生生物保護区 - ホッパー山国立野生生物保護区 - グアダルーペ・ニポモ砂丘国立野生生物保護区 |  | - サンディエゴ国立野生生物保護区 - サンディエゴ湾国立野生生物保護区 - シールビーチ国立野生生物保護区 - スウィートウォーターマーシュ国立野生生物保護区 - ティフアナスロー国立野生生物保護区                                                                           |  |
| - ハンボルト湾国立野生生物保護区 - キャッスルロック国立野生生物保護区 |  | - アンティオック砂丘国立野生生物保護区 - ドン・エドワーズ・サンフランシスコ湾国立野生生物保護区 - エリコット・スロー国立野生生物保護区 - ファラロン国立野生生物保護区 - マリン諸島国立野生生物保護区 - サリナス川国立野生生物保護区 - サンパブロ湾国立野生生物保護区 |  |
| - カーン国立野生生物保護区 - ピクスレー国立野生生物保護区 |  | - グラスランズ国立野生生物保護区 - マーセド国立野生生物保護区 - サンホアキン川国立野生生物保護区 - サンルイス国立野生生物保護区 |  |
| - クリア湖国立野生生物保護区 - ローワークラマス国立野生生物保護区 - トゥール湖国立野生生物保護区 |  | - ソニーボノ・ソルトン湖国立野生生物保護区 - コーアチェラ・バレー国立野生生物保護区 |  |
| - ビュートシンク国立野生生物保護区 - コルサ国立野生生物保護区 - デリバン国立野生生物保護区 - ノースセントラル・バレー国立野生生物保護区 - サクラメント国立野生生物保護区 - サクラメント川国立野生生物保護区 - サッター国立野生生物保護区 - ウィロークリーク・ラーライン国立野生生物保護区 |  | - モドック国立野生生物保護区 |  |

## 原生景観河川
| 原生景観河川に指定される河川は4つ有るアメリカ合衆国土地管理機関の1つが管轄している。すなわち土地管理局、国立公園局、野生生物部、アメリカ合衆国森林局の何れかである。原生景観河川に指定される河川は州内に22あり、地域としては23か所ある（アメリカン川は北支流と下流の2か所を指定）。 | | |
| \| - アマルゴーサ川 - アメリカン川 - バウティスタ・クリーク - ビッグサー川 - ブラックビュート川 - コットンウッド・クリーク - イール川 - フェザー川 \| - フラーミル・クリーク - カーン川 - キングス川 - クラマス川 - マーセド川 - オーエンズ川水源 - パームキャニオン・クリーク \| - ピル・クリーク - サンジャシント川 - セスペ・クリーク - シスコック川 - スミス川 - トリニティ川 - トゥオロミ川 \| | | |
| - アマルゴーサ川 - アメリカン川 - バウティスタ・クリーク - ビッグサー川 - ブラックビュート川 - コットンウッド・クリーク - イール川 - フェザー川 | - フラーミル・クリーク - カーン川 - キングス川 - クラマス川 - マーセド川 - オーエンズ川水源 - パームキャニオン・クリーク | - ピル・クリーク - サンジャシント川 - セスペ・クリーク - シスコック川 - スミス川 - トリニティ川 - トゥオロミ川 |

## 国立原生地保存システム

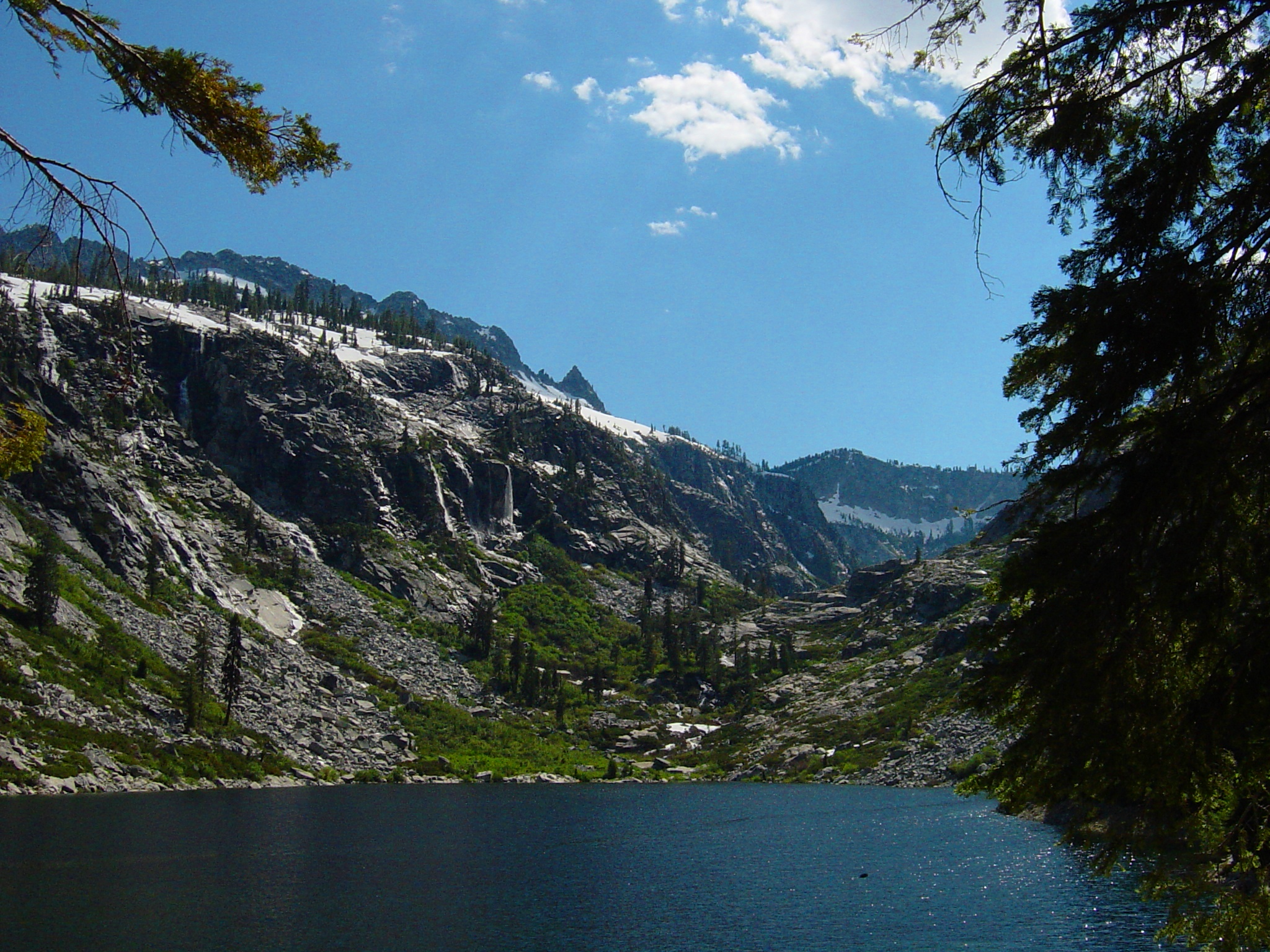
トリニティ・アルプス原生地にあるエメラルド湖

カリフォルニア州には148の原生地域があり、総面積は1,500万エーカー (60,000 km²) を超えている。そのうち最大のものは面積3,055,413エーカー (12,200 km²) のデスヴァレー原生地である。これは大陸アメリカ合衆国では最大の連邦政府指定原生地である。最初のものは面積5エーカー (20,000 m²) のロックス・アンド・アイランズ原生地である。原生地はアメリカ合衆国森林局、土地管理局、野生生物部、国立公園局が管轄している。ほとんど全ての登録された原生地域は単独で存在して居らず、その面積は他の機関に登録された地域の中に既に含まれていることに注意を要する。

## 国立の森
| カリフォルニア州には17の国立の森があり、他にタホ湖の特別管理区域、および他の森3か所の一部がある。国立の森の総面積は20,061,888エーカー (80,000 km²) あり、カリフォルニア州の土地の19％以上になっている。その全体が州内に入っている森で最大のものは広さ2,209,832エーカー (8,800 km²) のシャスタ・トリニティ国立の森であり、最小の森は広さ460,000エーカー (1,840 km²) のクリーブランド国立の森である。タホ湖盆地管理地区は伝統的な意味で正確には国立の森ではない。その代わりに森林局はタホ湖とその周辺の森との関連に特別の注意を払って管理しており、従来からある森林管理活動の中でも浸食防止と流域回復に重点を置いている。その面積は191,000エーカー (764 km²) と州内では最小の単位であり、行政区域もカリフォルニア州とネバダ州に跨っている。 | |
| \| - エンジェルス国立の森 - クリーブランド国立の森 - エルドラド国立の森 - ハンボルト・トイヤベ国立の森 - インヨー国立の森 - クラマス国立の森 - ラッセン国立の森 - タホ湖盆地管理地区 - ロスパドレス国立の森 - メンドシーノ国立の森 \| - モドック国立の森 - プラマス国立の森 - サンバーナーディーノ国立の森 - セコイア国立の森 - シャスタ・トリニティ国立の森 - シエラ国立の森 - シックスリバーズ国立の森 - スタニスラウス国立の森 - タホ国立の森 \| | |
| - エンジェルス国立の森 - クリーブランド国立の森 - エルドラド国立の森 - ハンボルト・トイヤベ国立の森 - インヨー国立の森 - クラマス国立の森 - ラッセン国立の森 - タホ湖盆地管理地区 - ロスパドレス国立の森 - メンドシーノ国立の森 | - モドック国立の森 - プラマス国立の森 - サンバーナーディーノ国立の森 - セコイア国立の森 - シャスタ・トリニティ国立の森 - シエラ国立の森 - シックスリバーズ国立の森 - スタニスラウス国立の森 - タホ国立の森 |

## 州立公園

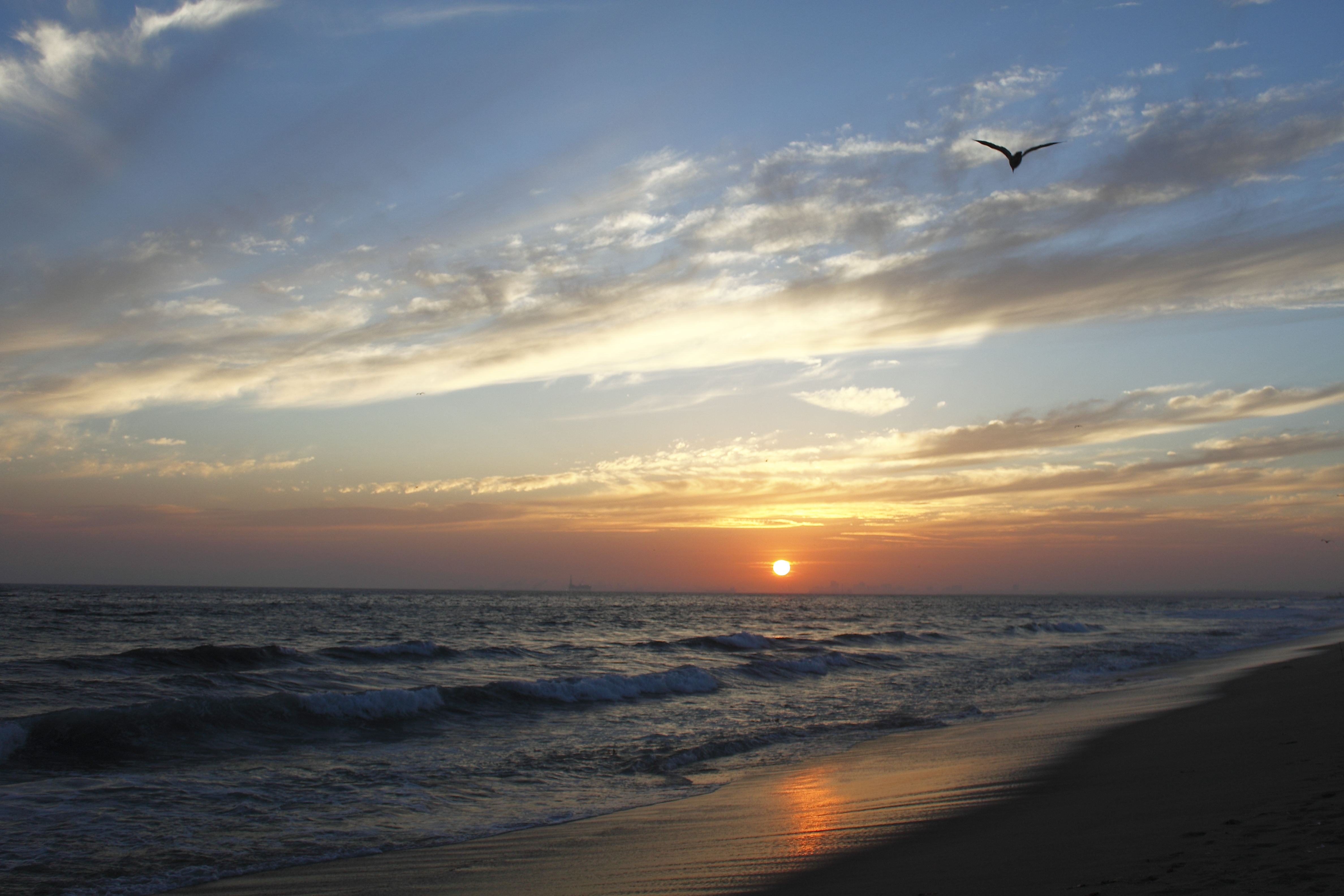
ボルサチカ州立海浜の夕陽

カリフォルニア州公園レクリエーション部は270以上の保護地域を管理しており、その中には州内の景観の良い海岸線のほぼ3分の1が含まれ、海岸湿地、入江、海浜、砂丘などがある。州立公園システムの中では面積130万エーカー (5,300 km²) をカバーし、海岸線は280マイル (450 km)、湖と川の岸総延長625マイル (1,006 km)、18,000か所近いキャンプ場、およびハイキング、自転車乗り、乗馬のための道が3,000マイル (5,000 km) ある。そのうち最大のものは広さ600,000エーカー (2,400 km²) のアンサ・ボレンゴ州立公園であり、国内でも最大級の州立公園となっている。最小のものは州立公園システムが所有するがロサンゼルス市文化関連部が管理するワッツタワーであり、広さは0.1エーカー (400 m²) に過ぎない。

## 州立原生地域
- ボニー山脈州立原生地域
- サンジャシント山州立原生地域

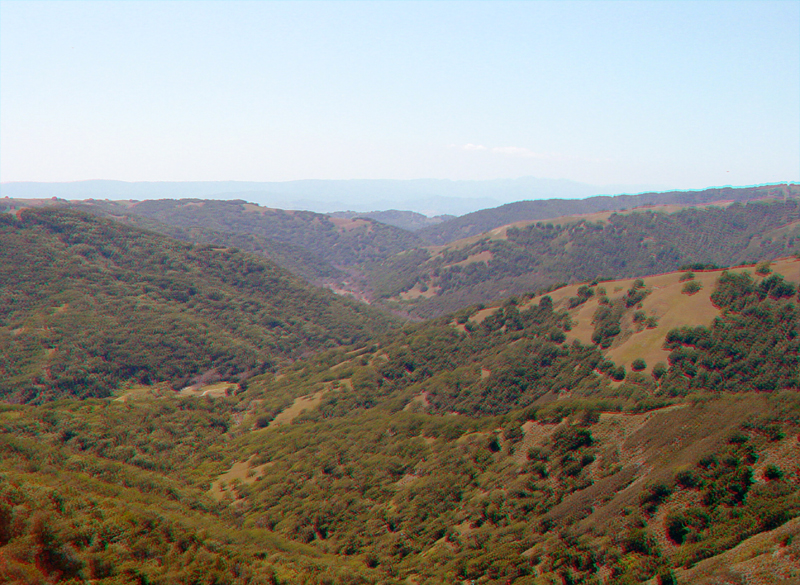
ヘンリー・W・コー州立原生地域にあるハンティングホロー

- オレスティンバ州立原生地域、公式にはヘンリー・W・コー州立原生地域
- サンタローザ山脈州立原生地域
- シンキョーン原生地州立公園

さらに広さ386,000エーカー (1,500 km²) のアンサ・ボレンゴ州立公園が原生地として指定されている。

## 魚類生物部保護地域

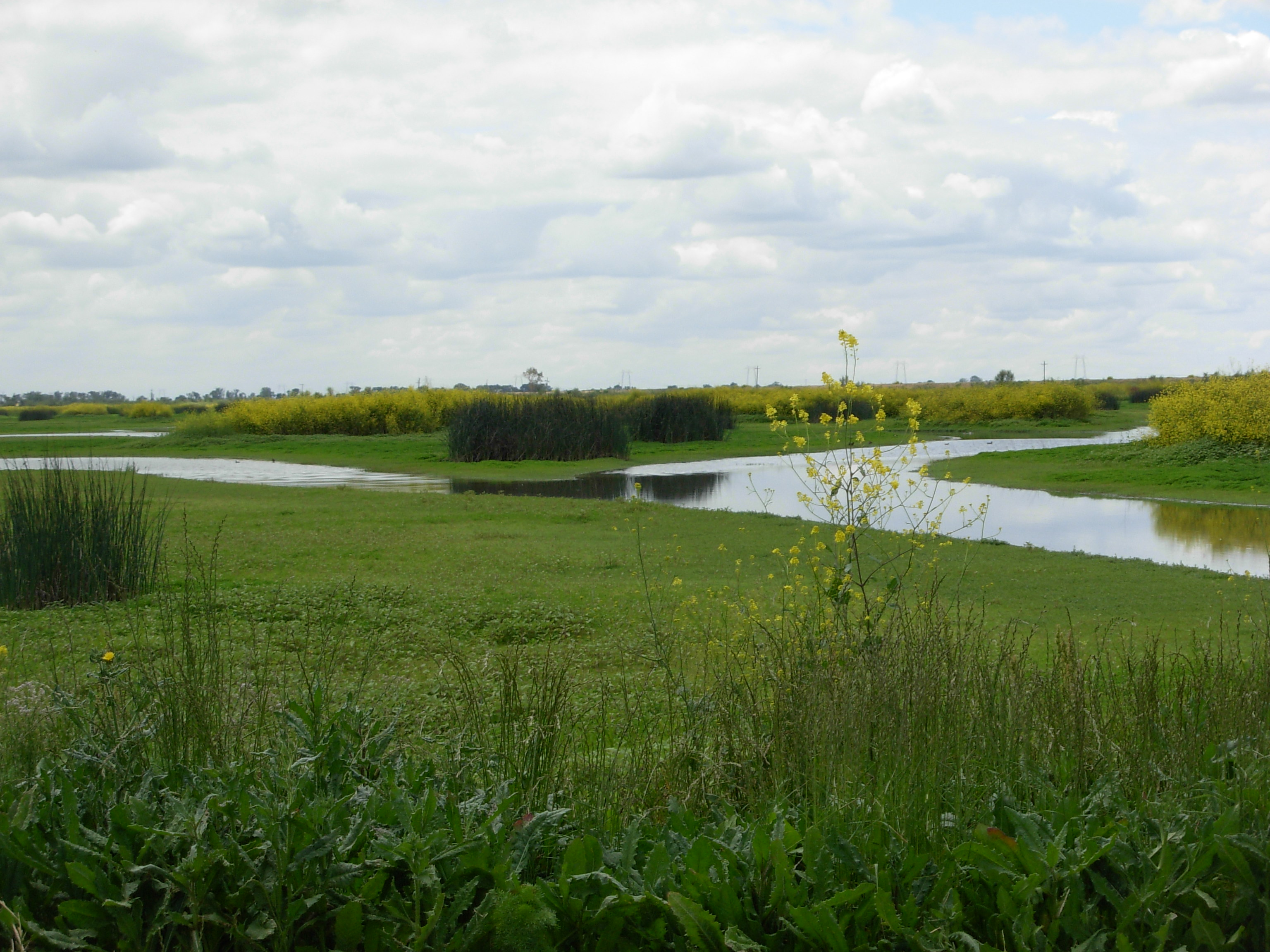
ヨロ・バイパス野生生物地域の雨に濡れた湿地

カリフォルニア州魚類生物部はその下の7地域支部を通じて、州内700か所以上、総面積1,119,360エーカー (4,500 km²) の保護地域を運営している。これらは大きく次の3つに分類される。
- 110か所の野生生物地域[15]、保護された生息域にいる野生生物に人が近付きやすくできるようくふうされている。
- 123か所の生態保存地域[16]、希少種とその生息域を保護している
- 11か所の海洋生物保存地域、海洋性生物とその生息域を保護している

## 市立公園

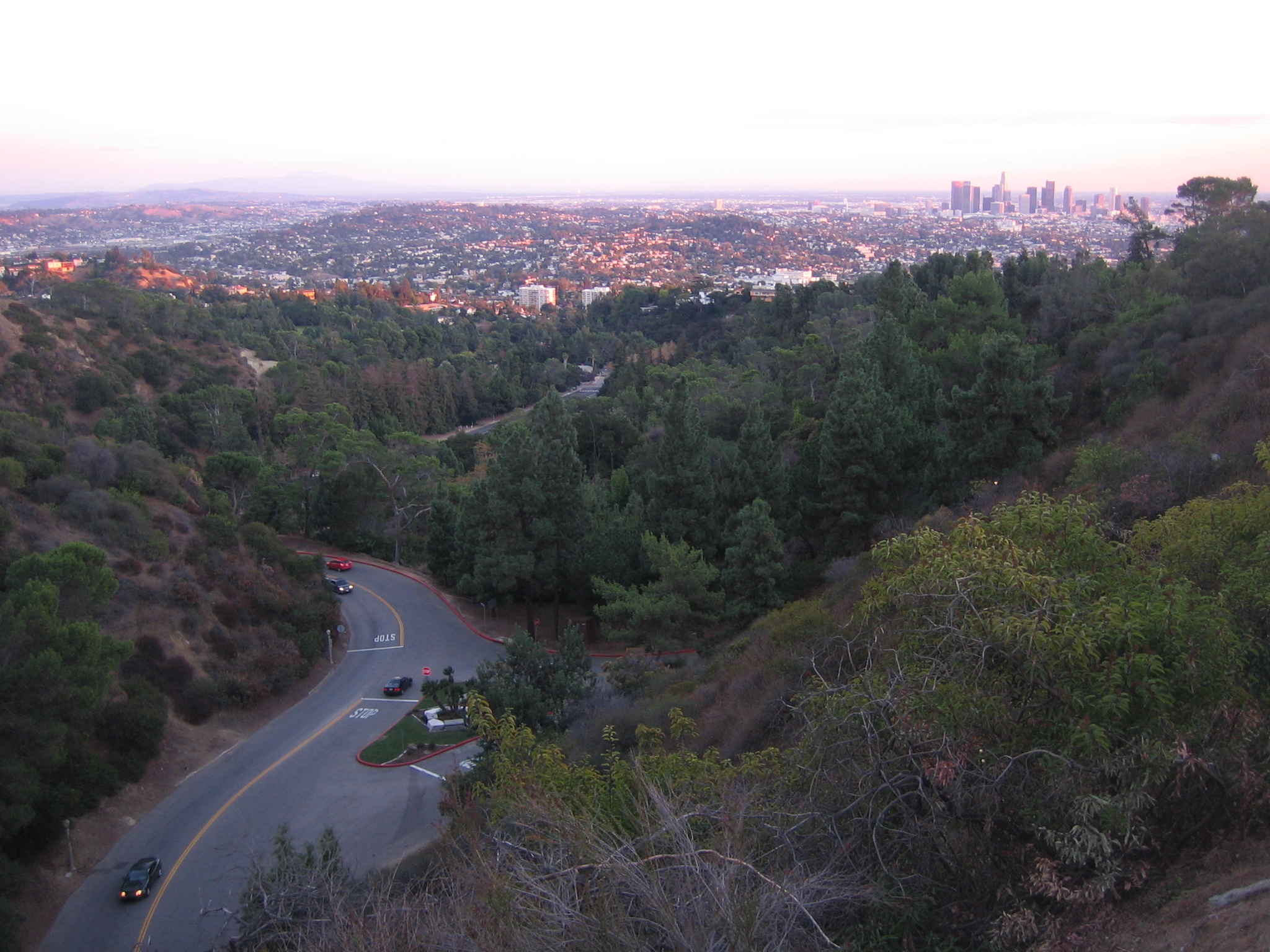
ロサンゼルス市のグリフィス公園

大半の市と郡は様々なタイプの解放空間を所有運営している。その大半は市立公園と郡立公園である。市の機関が保有する保護地域の最大はロサンゼルス市水電力部に所属する場所で、その総面積は40万エーカー (1,600 km²) ある。市立公園で最大のものはサンディエゴのミッショントレイルズ地域公園であり、広さは5,800エーカー (23.2 km²) である。ただし他にも大きな郡立公園や地域公園はある。市の機関が保有する公園の総面積はおよそ90万エーカー (3,600 km²) である。

## 私有地の保護地域

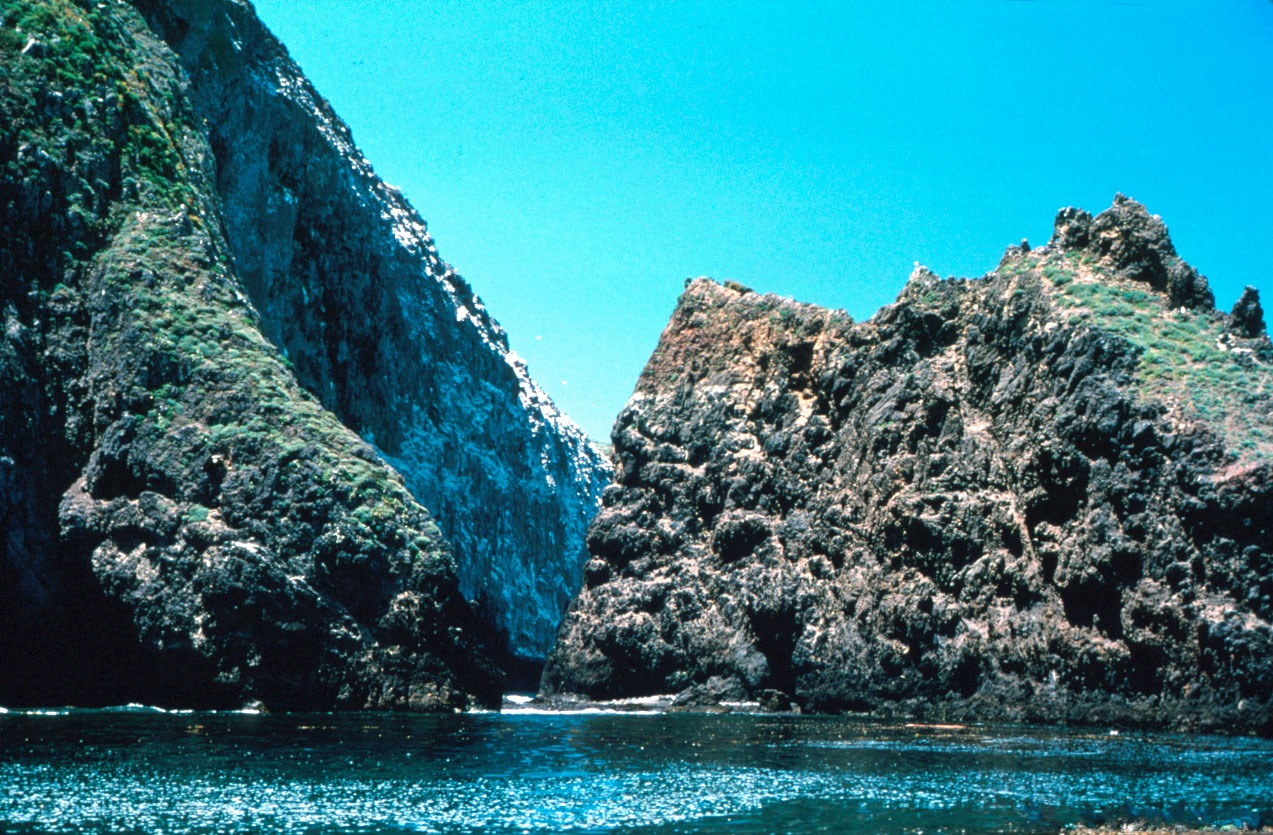
サンタクルス島

多くの公有地に加えて、数多い私有保護地がある。ネイチャー・コンサーバンシーは総面積143,895エーカー (575 km²) と最大の私有土地所有者である。州内では1958年以来100以上のプロジェクトに関わってきた。その多くは公的機関に売却されたが、現在でもグレイ・デイビス/ドライ・クリーク保護区、ヴィーナ平原保護区、マクラウド川保護区、コシューミー川保護区、サンタクルス島、アーバイン・ランチ湿地およびサンタローザ台地生態系保護区など幾つかの大きな保護地域を所有管理している。最大の私有保護区はワイルドランズ・コンサーバンシーが所有するウィンドウルブズ保護区であり、広さは93,000エーカー (372 km²) である。カリフォルニア州では数多い土地信託と保存の組織があり、その動きにより数千エーカーの公有・私有地が保護されている。州内でその全体あるいはかなりの部分が運営されている組織としては、半島解放空間信託、北シエラ共同事業、センパービレンズ基金、サクラメント・バレー・コンサーバンシーおよび原生地信託がある。

## 保護地域の大土地所有主体
カリフォルニア州保護地域データベースに拠れば、保護地域の大土地所有主体トップ20は以下の通りである。
| 機関 | 所有土地総面積（エーカー）* |
| アメリカ合衆国森林局 アメリカ合衆国土地管理局 アメリカ合衆国国立公園局 カリフォルニア州公園レクリエーション部 カリフォルニア州魚類野生生物部 カリフォルニア州土地委員会 ロサンゼルス市水電力部 アメリカ合衆国野生生物部 アメリカ合衆国開拓局 ネイチャー・コンサーバンシー ワイルドランズ・コンサーバンシー インペリアル灌漑地区 イーストベイ地域公園地区 カリフォルニア州森林防火部 カリフォルニア州水資源部 サンディエゴ市 サンフランシスコ市郡 - 公共事業委員会 ミッドペニンシュラ地域未開空間地区 アメリカ陸軍工兵司令部 サンタクララ郡公園レクリエーション部 | 20,692,727 15,098,026 7,552,237 1,268,317 627,145 618,218 402,289 314,482 225,717 143,895 128,108 103,368 83,049 72,471 68,929 67,624 55,606 50,838 47,402 44,626 |
| *これらの数字は機関が報告する数字と必ずしも一致しない | |